# Retrato de Isabel de Portugal (Ticiano)
Retrato de Isabel de Portugal é uma obra do pintor renascentista Ticiano  realizada em 1548 e que se conserva presentemente no Museu do Prado de Madrid, procedente da Colección Real espanhola.
A retratada é Isabel de Portugal, esposa de Carlos I de Espanha e filha do rei Manuel I de Portugal.
Quando da morte da sua esposa Isabel, em 1539, o imperador Carlos I de Espanha e V do Império Germânico não dispunha de nenhum retrato que considerasse digno dela, pelo que solicitou a um dos seus pintores favoritos, Ticiano, que lhe fizesse um. Ticiano, que nunca tinha visto a retratada, baseou-se num retrato anterior, hoje desaparecido, pois ardeu no incêndio do Palácio do Pardo de 1604, em que se representava a imperatriz com um traje negro.

## Descrição
O retrato segue um esquema clássico já utilizado por Rafael ou Leonardo da Vinci, em que a modelo se apresenta sentada junto a uma janela em que se divisa uma paisagem. A paisagem dota a composição de profundidade, além de servir como contraste cromático com a figura da emperatriz, pois nela predominam tons verdosos e azulados, enquanto que a cena interior está dominada por tons cálidos. A figura de Isabel mostra alguma rigidez, relacionada talvez com o conceito de majestade tão utilizado na iconografia imperial.
A figura veste un riquíssimo vestido vermelho e dourado, com adornos de brocado e pedraria. Está adornada, além disso, com jóias vistosas, como um colar de pérolas, um broche, no peito, com pedras preciosas de que pende outra pérola em forma de lágrima, um anel na mão direita e uma jóia rematando o seu toucado, um rígido penteado que estava muito na moda na época composto de tranças. A imperatriz segura um livro aberto com a sua mão esquerda, talvez um missal ou livro de orações, e olha para um ponto longínquo com uma expressão absorta.

## História
O autor do quadro original em que Ticiano se baseou é referido em distintas fontes como um pintor "desconhecido" ou "de segunda ordem". Fontes italianas contemporâneas (Pietro Aretino) citam esse retrato da imperatriz qualificando-o de trivial, possivelmente por não adequar-se ao gosto italiano, mas muito próximo da verdade (molto simile al vero), e indicam que agradava ao imperador, pelo menos o suficiente para nele basear a obra de Ticiano. Entre os possíveis autores deste quadro desaparecido contam-se vários mestres de fora de Itália, como o espanhol Diego de Arroyo, os flamengos William Scrots e Jan Vermeyen, ou o austríaco Jacob Seisenegger.
Concluiu-se que Ticiano reutilizou para o seu Retrato de Isabel uma tela já pintada, pois através da análise por radiografia se distingue uma figura feminina. Ticiano pintou num primeiro momento a imperatriz com o nariz um tanto afilado, tendo apresentado o quadro na corte em 1545; após o ver, o imperador solicitou ao artista que retocasse o nariz (para se aproximar do verdadeiro), tal como havia feito em ocasiões anteriores com o prognatismo de diversos retratos seus. Ticiano deslocou-se a Augsburgo em 1548 para retocar o quadro.
O gosto do Imperador por este retrato é atestado por o ter acompanhado no seu retiro no Mosteiro de Yuste. O quadro esteve no Mosteiro das Descalças Reais (Madrid) e posteriormente no Real Alcázar de Madrid, no Palácio Real de Madrid, e finalmente foi colocado no Museu do Prado.

## Retrato de Carlos e Isabel

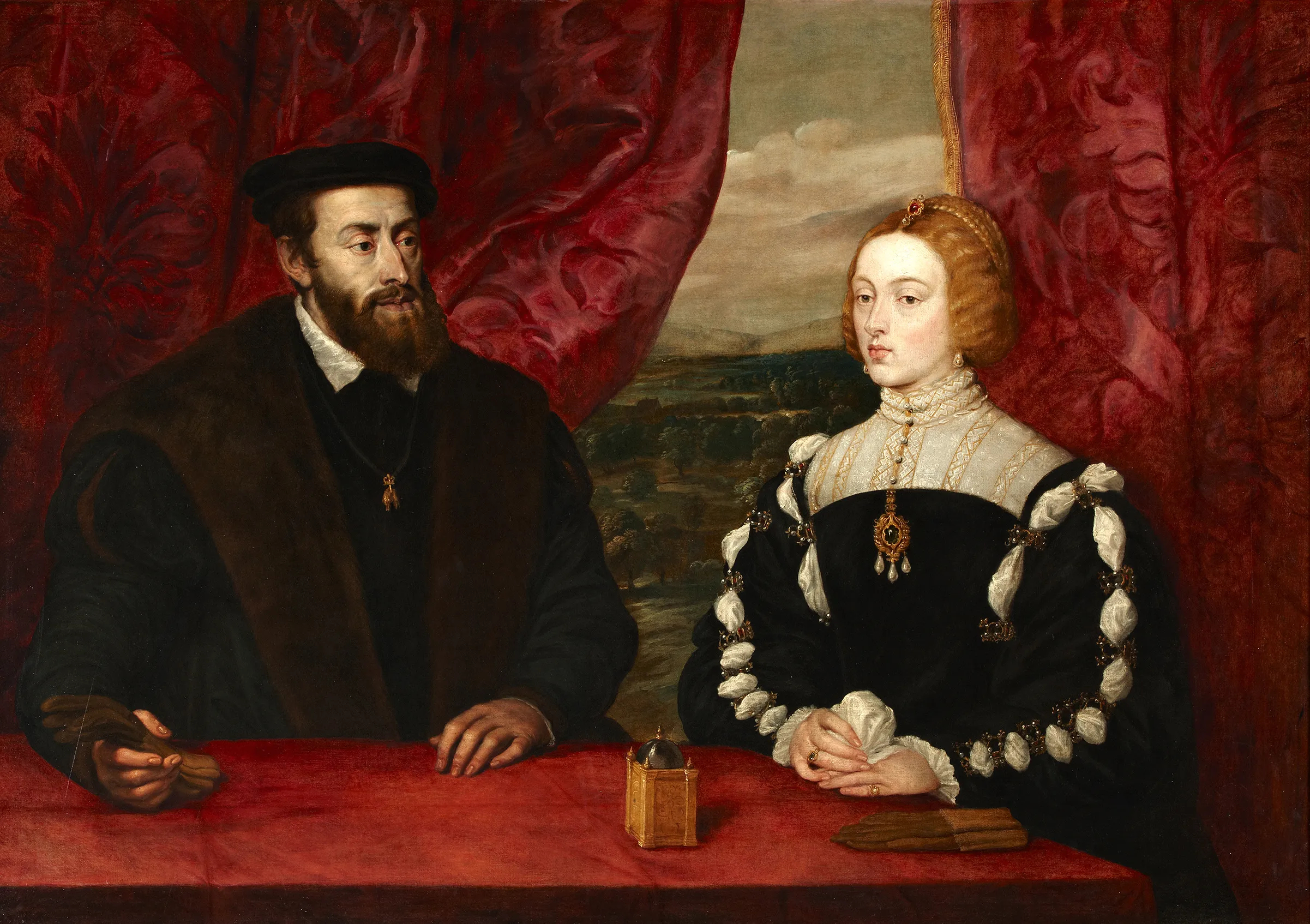
Retrato de Carlos V e Isabel de Portugal, de Rubens, cópia de um original de Ticiano que se perdeu.

Existe um Retrato de Carlos V e Isabel de Portugal de Rubens que é uma cópia de um Retrato do par imperial que Ticiano havia realizado antes, mas do qual se desconhece o paradeiro. Esta pintura de Rubens pertence à Casa de Alba estando exposto no Palácio de Liria de Madrid.